# Annie Hermes
Johanna Sophia (Annie) Hermes (Hilversum, 16 september 1906 – Heemstede, 2 april 1995) was een Nederlands mezzosopraan/alt.

## Leven en werk
Ze was dochter van ambtenaar Jan Hermes en Johanna Elisabeth Gravendaal. Hun dochter bleef ongehuwd.
Ze gaf al vroeg te kennen dat ze in de muziek wilde gaan. Vader en moeder waren amateurzangers, die elkaar in een koor hadden ontmoet. Desondanks zagen haar ouders een loopbaan in de muziek als niet wenselijk. Hermes zette door en kon door een particuliere en conservatoriumbeurs naar het Amsterdams Conservatorium. Een van haar docenten was Rose Schönberg, anderen waren Willem Smalt (piano), Anton Tierie, Sem Dresden en Hendrik Andriessen. Medestudenten aan dat conservatorium waren Willem van Otterloo en Felix de Nobel, later dirigenten van respectievelijk het Residentieorkest en het Nederlands Kamerkoor. Felix de Nobel vroeg haar in de crisisjaren dertig Hvoor het door hem opgerichte Kamerkoor "Pro Musica" (1937), dat een jaar ondersteund werd door de VARA. Hermes was vanaf 1929 al regelmatig op de radio te horen geweest en was lid van een koor onder leiding van Frederik Roeske. Toen die omroep zich terugtrok in 1938 richtten de overgebleven zangers het Nederlands Kamerkoor op. Hermes kon tijdens de bezettingstijd blijven zingen als soliste en als lid van genoemd koor. Tijdens de Hongerwinter 1944/1945 kwamen de optredens stil te liggen en pas in september 1945 begon het culturele leven zich te herstellen. Een flinke keelontsteking hield haar echter lange tijd aan de kant.
Noemenswaardige concerten vonden plaats op 5 mei 1947 (Bevrijdingsconcert met het Concertgebouworkest onder Eduard van Beinum) en in september 1947 (concerten ter nagedachtenis aan de Slag om Arnhem). Ze combineerde in die jaren een carrière als soliste bij orkesten en koorverenigingen met optredens als recitalzangeres. Dat laatste leverde onvoldoende financiële middelen op. Het eerste bracht haar in contact met dirigenten als Otto Klemperer, Leonard Bernstein en Josef Krips. Ze zong minstens 90 keer met het Concertgebouworkest, onder Rafael Kubelik, Georg Solti (in Alphons Diepenbrocks Die Nacht), Bernard Haitink, Karl Böhm en Eugen Jochum.
In 1952 startte ze als zangdocent aan het Amsterdams Conservatorium, een functie die ze tot 1963 aanhield. Een jaar eerder ging ze als zangdocent aan de slag bij het Koninklijk Conservatorium in Den Haag, waar ze tot 1972 bleef werken. Ook aan het Brabants Conservatorium in Tilburg gaf ze enige tijd les. Haar eigen zangcarrière stokte in 1964, na een ernstige bronchitis wilde haar stem naar haar eigen oordeel onvoldoende herstellen. Ze wilde op haar hoogtepunt stoppen.
Haar stem is bewaard gebleven in een beperkt aantal opnamen. Telefunken bracht een single uit met Hermes, het koor van de Nederlandse Bachvereniging en het Residentieorkest onder leiding van Anthon van der Horst met een koraal (Befiehl du deine Wege) en twee aria’s (Buss’ und Reu en Erbarme dich) uit de Matthäus-Passion van Bach. In die laatste aria werd ze begeleid door vioolsolist Herman Krebbers.
Voor haar werkzaamheden werd ze benoemd tot ridder in de Orde van Oranje Nassau.
- Bibliothèque nationale de France: cb141867180 (data)
- Gemeinsame Normdatei: 133033643
- International Standard Name Identifier: 0000 0000 4372 769X
- Library of Congress Control Number: no2007026559
- Nederlandse Thesaurus van Auteursnamen: 316331643
- Virtual International Authority File: 40553094